# Mesoxenomorphus
Mesoxenomorphus är ett släkte av skalbaggar. Mesoxenomorphus ingår i familjen vivlar.
Kladogram enligt Catalogue of Life:
| Mesoxenomorphus | \| \| Mesoxenomorphus africanus \| \| \| \| \| \| Mesoxenomorphus luridus \| \| \| \| \| \| Mesoxenomorphus pilifer \| \| \| \| |
|                 | \| \| Mesoxenomorphus africanus \| \| \| \| \| \| Mesoxenomorphus luridus \| \| \| \| \| \| Mesoxenomorphus pilifer \| \| \| \| |
|                 | Mesoxenomorphus africanus |
|                 | |
|                 | Mesoxenomorphus luridus |
|                 | |
|                 | Mesoxenomorphus pilifer |
|                 | |